# Haydan (huyện)
Huyện Haydan là một huyện thuộc tỉnh Sa`dah, Yemen. Đến thời điểm năm 2003, huyện này có dân số 60331 người